# Lost Lake Woods
Lost Lake Woods – jednostka osadnicza w Stanach Zjednoczonych, w stanie Michigan, w hrabstwie Alcona.